# Christian-Charles-Reinhard de Leiningen-Dagsbourg-Falkenbourg
Christian Charles Reinhard de Leiningen-Dagsbourg-Falkenbourg (17 juillet 1695 au château de Broich; † 17 novembre 1766 à Heidesheim) est un prince souverain allemand.

## Biographie
Christian Charles Reinhard est le fils du comte Jean-Charles-Auguste de Leiningen-Dagsbourg-Falkenbourg (17 mars 1662 - 3 novembre 1698) et de son épouse, la comtesse Jeanne-Madeleine de Hanau-Lichtenberg (18 décembre 1660 - 16 août 1715).

## Mariage et enfants
Christian Charles Reinhard se marie le 27 novembre 1726 à Mettenheim avec la comtesse Catherine-Polyxène de Solms-Roedelheim (* 30 janvier 1702; † 29 mars 1765), fille de Georges-Louis de Solms-Rödelheim et de Charlotte-Sophie d'Ahlefeld et ont les enfants suivants:
- Jean-Charles (* 6 octobre 1727 à Heidesheim; † 20 mars 1734)
- Maria Louise de Leiningen-Dagsbourg-Falkenbourg (* 16 mars 1729 à Heidesheim; † 11 mars 1818 à Neustrelitz) épouse le 16 mars 1748 le landgrave Georges-Guillaume de Hesse-Darmstadt (* 11 juillet 1722; † 21 juin 1782)
- Polyxène Wilhelmine (* 8 août 1730 à Heidesheim; † 21 mars 1800) épouse le 27 mars 1752 le comte Émile-Louis de Leiningen (* 22 décembre 1709; † 23 septembre 1766)
- Sophie Charlotte (* 28 octobre 1731 à Heidesheim; † 20 janvier 1781)
- Alexandrine (* 25 novembre 1732 à Francfort-sur-le-Main; † 4 octobre 1809) épouse le 25 octobre 1770 à Francfort-sur-le-Main le comte Henri XI de Reuss-Greiz (* 18 mars 1722; † 28 juin 1800)
- Caroline Félicitée de Leiningen-Dagsbourg (* 22 mai 1734 à Heidesheim; † 8 mai 1810 à Francfort-sur-le-Main) épouse le 16 avril 1760 le prince Charles-Guillaume de Nassau-Usingen (* 9 novembre 1735; † 17 mai 1803)